# Rue Hubert Krains (Bruxelles)
Pour les articles homonymes, voir Rue Hubert Krains.
La rue Hubert Krains (en néerlandais : Hubert Krainsstraat) est une rue bruxelloise de la commune de Schaerbeek qui va de la place Bichon à l'avenue Raymond Foucart en passant par la rue Désiré Desmet.
Elle porte le nom d'un écrivain belge, Hubert Krains, né à Les Waleffes en 1862 et décédé à Saint-Josse-ten-Noode en 1934. Il habitait à Schaerbeek, avenue Émile Max 68.